# Bottecchia Cicli
Bottecchia Cicli Srl è un'azienda produttrice di biciclette con sede a Cavarzere, in Italia. Alcuni telai sono prodotti in Italia, ma la maggior parte della produzione si concentra in Asia, sebbene tutte le biciclette siano assemblate in Italia. I suoi prodotti sono distribuiti in Europa, Australia, Giappone e Stati Uniti.
Uno di modelli di bicicletta più famosi prodotti dall’azienda è il modello Graziella.
Dal 2016 l'azienda è diventata lo sponsor tecnico del team professionista italiano Androni Giocattoli-Sidermec.
L'azienda fu fondata a Vittorio Veneto nel 1926 da Ottavio Bottecchia, fresco vincitore del Tour de France, e passò poi alla famiglia Carnielli fino al 1999, quando venne ceduta ad alcuni imprenditori che spostarono la sede a Cavarzere, nel veneziano.
Nel luglio 2022 l’azienda viene acquistata dalla Fantic Motor. Nel settembre dello stesso anno, gli stabilimenti produttivi dell'azienda hanno subito gravi danneggiamenti a causa di un incendio scoppiato al loro interno. In seguito ad un rovinoso incendio che colpisce uno degli stabilimenti di Cavarzere, Bottecchia si trasferisce nella provincia di Padova, e torna a Piove di Sacco. Tutta la progettazione, lo studio tecnico dei prodotti e il loro montaggio continuano ad essere gestiti internamente e unicamente dal personale Bottecchia nello stabilimento di Piove di Sacco.

## Storia
Bottecchia Cicli S.r.l. è un'azienda italiana specializzata nella produzione di biciclette da corsa, mountain bike, e-bike e modelli da città. Il marchio ha una lunga tradizione legata al ciclismo professionistico ed è intitolato al corridore Ottavio Bottecchia, primo italiano a vincere il Tour de France.

### Le origini (1920–1927)
Le radici del marchio risalgono al primo dopoguerra, quando Ottavio Bottecchia, ex muratore friulano e ciclista autodidatta, ottenne notorietà nazionale grazie alle sue imprese nel ciclismo su strada. Dopo il secondo posto al Tour de France 1923, Bottecchia vinse le edizioni del Tour de France 1924 e Tour de France 1925 con la squadra Legnano, diventando il primo italiano a conquistare la maglia gialla.
Nel 1924, il meccanico veneziano Teodoro Carnielli, titolare di un’officina a Vittorio Veneto, avviò una collaborazione con Bottecchia per la produzione di biciclette da corsa. Dopo la morte misteriosa di Ottavio Bottecchia nel 1927, la famiglia Carnielli acquisì il diritto di usare il suo nome come marchio registrato.

### L’era Carnielli (1927–1980)
Negli anni successivi, l'azienda si sviluppò sotto la gestione della famiglia Carnielli, trasformandosi in un’impresa industriale. La produzione si concentrò su modelli da corsa, da passeggio e per uso urbano. Negli anni Cinquanta, fu introdotto anche il Cyclette Carnielli, uno dei primi rulli da allenamento per uso domestico.
Negli anni Sessanta e Settanta, Bottecchia divenne uno dei marchi più riconosciuti nel panorama ciclistico italiano, con esportazioni crescenti e una presenza crescente nel mercato estero.

### Il ritorno al professionismo (1980–2000)
Negli anni Ottanta, il marchio tornò alla ribalta nel ciclismo professionistico internazionale, sponsorizzando squadre come Carrera, Gis Gelati e Atala. Bici marchiate Bottecchia furono utilizzate da corridori come Stephen Roche, Giovanni Battaglin e Roberto Visentini.
Nel 1987, Stephen Roche vinse il Giro d’Italia, il Tour de France e il Campionato del mondo di ciclismo su strada utilizzando biciclette Bottecchia, portando il marchio al massimo riconoscimento sportivo.

### Anni 2000 e innovazione
Nel 2006, il marchio è stato acquisito da Bottecchia Cicli S.r.l., con sede a Cavarzere, in provincia di Venezia. L’azienda ha modernizzato la produzione, sviluppato una linea ad alte prestazioni denominata Reparto Corse e introdotto la gamma di biciclette a pedalata assistita denominata BE (Bottecchia Electric).
Nel decennio 2010–2020, Bottecchia ha continuato a sponsorizzare team professionistici a livello UCI Continental e Professional, affermandosi anche nel settore delle e-bike per uso urbano e sportivo.
Nel 2021, in occasione del centenario dalla fondazione, l’azienda ha presentato modelli commemorativi come la Ottavio Centenario.
Nel 2022, Bottecchia Cicli è stata acquisita dal fondo austriaco Platinum Equity, con l’obiettivo di rafforzare l’espansione internazionale e accelerare l’innovazione nel settore della mobilità elettrica.

## Modelli storici
Nel corso degli anni, Bottecchia ha prodotto numerosi modelli iconici, riconosciuti per qualità costruttiva e valore sportivo. Tra i più rappresentativi si ricordano:
Bottecchia Leggera (anni 1940–1950): uno dei primi modelli postbellici, telaio in acciaio e componenti Campagnolo.
Bottecchia Professional (anni 1960–1970): modello da competizione in acciaio, diffuso tra i dilettanti e alcune squadre professionistiche.
Bottecchia Special (anni 1970–1980): telaio Columbus, allestimenti versatili, molto apprezzato anche all’estero.
Bottecchia Team Carrera (anni 1980): replica dei modelli usati dal team Carrera, telaio Columbus SL/SLX, gruppo Campagnolo C-Record o Shimano Dura-Ace.
Bottecchia America 500 (anni 1990): parte della Serie America, con livrea blu e stelle bianche, telaio in acciaio Columbus e componenti Shimano; pensata per il mercato statunitense.
Bottecchia Crono (anni 1990): modello da cronometro con geometrie aerodinamiche e ruote lenticolari.
Bottecchia 8avio (anni 2000–oggi): bici da corsa in carbonio, sviluppata in diverse versioni per uso agonistico.
Bottecchia T2 Doppia Corsa (anni 2010–oggi): telaio in carbonio monoscocca, alta rigidità e personalizzazione tramite configuratore online.

## Serie America
Tra gli anni Ottanta e Novanta, Bottecchia introdusse la Serie America, destinata principalmente al mercato statunitense. Le biciclette di questa linea si distinguevano per le colorazioni ispirate alla bandiera americana (blu con stelle bianche) e telai in acciaio Columbus.
Uno dei modelli più noti è la Bottecchia America 500, dotata di cambio sul tubo obliquo e freni a pattino, spesso montata con gruppi Shimano. Oggi è considerata una bici vintage da collezione, apprezzata per la qualità costruttiva e l’estetica distintiva.

## Squadre sponsorizzate
Nel corso della sua storia, Bottecchia ha sponsorizzato numerose squadre ciclistiche professionistiche, tra cui:
Legnano
Gis Gelati
Carrera Jeans-Vagabond
Androni Giocattoli
Vini Zabù-Brado-KTM
Drone Hopper-Androni Giocattoli